# Kevin Claeys
Kevin Claeys (Roeselare, 26 de novembre de 1986) és un ciclista belga professional del 2011 al 2015.

## Palmarès
- 2008
  - Vencedor d'una etapa a la Volta al Brabant flamenc
- 2010
  - Vencedor d'una etapa als Dos dies del Gaverstreek
- 2012
  - 1r a la Volta a Limburg
  - 1r a la Fletxa costanera